# Fábio Virgínio de Lima
Fábio Virgínio de Lima, meglio noto come Fábio Lima (Araçagi, 30 giugno 1993), è un calciatore brasiliano naturalizzato emiratino, centrocampista dell'Al-Wasl e della nazionale emiratina.

## Statistiche

### Presenze e reti nei club
Statistiche aggiornate al 19 giugno 2025.
| Stagione                   | Squadra                    | Campionato                 | Campionato | Campionato | Coppe nazionali | Coppe nazionali | Coppe nazionali | Coppe continentali | Coppe continentali | Coppe continentali | Altre coppe | Altre coppe | Altre coppe | Totale | Totale |
| Stagione                   | Squadra                    | Comp                       | Pres       | Reti       | Comp            | Pres            | Reti            | Comp               | Pres               | Reti               | Comp        | Pres        | Reti        | Pres   | Reti   |
| -------------------------- | -------------------------- | -------------------------- | ---------- | ---------- | --------------- | --------------- | --------------- | ------------------ | ------------------ | ------------------ | ----------- | ----------- | ----------- | ------ | ------ |
| 2011                       | Icasa                      | B                          | 11         | 0          | -               | -               | -               | -                  | -                  | -                  | -           | -           | -           | 11     | 0      |
| 2013                       | Vasco da Gama              | A                          | 1          | 0          | CB              | 1               | 0               | -                  | -                  | -                  | -           | -           | -           | 2      | 0      |
| 2013                       | Atl. Goianiense            | B                          | 10         | 5          | -               | -               | -               | -                  | -                  | -                  | -           | -           | -           | 10     | 5      |
| 2014                       | Atl. Goianiense            | B                          | 8          | 2          | CB              | 4               | 0               | -                  | -                  | -                  | -           | -           | -           | 12     | 2      |
| Totale Atlético Goianiense | Totale Atlético Goianiense | Totale Atlético Goianiense | 18         | 7          |                 | 4               | 0               |                    | -                  | -                  |             | -           | -           | 22     | 7      |
| 2014                       | Al-Wasl                    | PL                         | 24         | 16         | AGC+PC          | 6+1             | 1+1             | -                  | -                  | -                  | -           | -           | -           | 31     | 18     |
| 2015-2016                  | Al-Wasl                    | PL                         | 26         | 20         | AGC+PC          | 7+2             | 7+1             | -                  | -                  | -                  | -           | -           | -           | 35     | 28     |
| 2016-2017                  | Al-Wasl                    | PL                         | 26         | 25         | AGC+PC          | 7+2             | 4+2             | -                  | -                  | -                  | -           | -           | -           | 35     | 31     |
| 2017-2018                  | Al-Wasl                    | PL                         | 21         | 19         | AGC+PC          | 8+4             | 4+2             | ACL                | 4                  | 2                  | -           | -           | -           | 37     | 27     |
| 2018-2019                  | Al-Wasl                    | PL                         | 19         | 13         | AGC+PC          | 6+3             | 1+2             | ACL                | 3                  | 1                  | ACC         | 4           | 0           | 35     | 17     |
| 2019-2020                  | Al-Wasl                    | PL                         | 19         | 12         | AGC+PC          | 7+2             | 7+3             | -                  | -                  | -                  | ACC         | 3           | 2           | 31     | 24     |
| 2020-2021                  | Al-Wasl                    | PL                         | 23         | 22         | AGC+PC          | 1+2             | 1+0             | -                  | -                  | -                  | -           | -           | -           | 26     | 23     |
| 2021-2022                  | Al-Wasl                    | PL                         | 10         | 2          | AGC+PC          | 4+2             | 1+2             | -                  | -                  | -                  | -           | -           | -           | 17     | 5      |
| 2022-2023                  | Al-Wasl                    | PL                         | 25         | 19         | AGC+PC          | 2+4             | 1+1             | -                  | -                  | -                  | -           | -           | -           | 30     | 21     |
| 2023-2024                  | Al-Wasl                    | PL                         | 25         | 17         | AGC+PC          | 6+5             | 5+3             | -                  | -                  | -                  | -           | -           | -           | 36     | 25     |
| 2024-2025                  | Al-Wasl                    | PL                         | 25         | 10         | AGC+PC          | 0+3             | 0+1             | ACLE               | 9                  | 3                  | ESC+EQSS    | 1+1         | 1+0         | 36     | 25     |
| Totale Al-Wasl             | Totale Al-Wasl             | Totale Al-Wasl             | 243        | 175        |                 | 84              | 50              |                    | 16                 | 6                  |             | 9           | 3           | 352    | 234    |
| Totale carriera            | Totale carriera            | Totale carriera            | 261        | 182        |                 | 88              | 50              |                    | 16                 | 6                  |             | 9           | 3           | 374    | 241    |

## Palmares

### Club

#### Competizioni nazionali
- UAE Arabian Gulf League: 1

Al-Wasl: 2023-2024
- Coppa del Presidente degli Emirati Arabi Uniti: 1

Al-Wasl: 2023-2024

### Individuale
- Capocannoniere della Coppa di Lega emiratina: 2

2019-2020, 2023-2024